# The Seventh Date of Blashyrkh
The Seventh Date of Blashyrkh — первый концертный DVD норвежской группы Immortal, выпущенный в 2010 году. Представляет собой запись концерта группы на фестивале Wacken Open Air в августе 2007 года.
Список композиций состоит из 11 песен. На DVD присутствуют песни с большинства вышедших до 2007 года альбомов группы, за исключением Blizzard Beasts. К DVD-диску в качестве дополнения прилагается CD-диск с аудиозаписью выступления, сам DVD не содержит каких-либо дополнительных материалов.

## Список композиций
| №   | Название                             | Длительность |
| --- | ------------------------------------ | ------------ |
| 1.  | «Intro»                              |              |
| 2.  | «The Sun No Longer Rises»            | 5:06         |
| 3.  | «Withstand the Fall of Time»         | 9:00         |
| 4.  | «Sons of Northern Darkness»          | 4:48         |
| 5.  | «Tyrants»                            | 7:33         |
| 6.  | «One by One»                         | 5:26         |
| 7.  | «Wrath From Above»                   | 5:36         |
| 8.  | «Unholy Forces of Evil»              | 6:57         |
| 9.  | «Unsilent Storms in the North Abyss» | 3:13         |
| 10. | «At the Heart of Winter»             | 8:10         |
| 11. | «Battles in the North»               | 5:22         |
| 12. | «Blashyrkh (Mighty Ravendark)»       | 6:16         |